# Alexandros Zaimis
Alexandros Zaimis (græsk: Αλέξανδρος Ζαΐμης) (født 9. november 1855, død 15. september 1936) var en græsk premierminister og præsident, indenrigsminister, justitsminister, og højkommissær for Kreta. Han tjente som premierminister seks gange.
1. ↑  Navnet er anført på engelsk og stammer fra Wikidata hvor navnet endnu ikke findes på dansk.